# This War of Mine
This War of Mine — відеогра в жанрі сайд-скролерного симулятора виживання, розроблена й видана компанією 11 bit studios. Реліз гри відбувся 14 листопада 2014 року. Розробники наголошують, що під час створення гри намагалися найточніше передати страждання звичайних громадян за воєнного часу. В This War of Mine потрібно турбуватися про виживання групи цивільних під час війни, облаштовувати їхній прихисток і забезпечувати їхні потреби, поки не настане перемир'я.

## Ігровий процес

Персонажі в денний час у своєму сховку

Дії гри відбуваються у місті Погорень, столиці вигаданої країни Гразнавія, але натхненням для гри стали реальні події, що сталися під час облоги Сараєва в 1992—1995 роках. Однак, розробники підкреслюють, що прагнули показати події, які можуть статися в будь-якому місті.
У This War of Mine гравцю належить керувати групою звичайних людей, які намагаються вижити в кровопролитній боротьбі власного народу. Основними проблемами під час гри для гравця є: брак провізії, дефіцит медикаментів, а також холод й озброєні мародери. Гравцю доведеться приймати складні моральні рішення, від яких залежатиме емоційний стан персонажів і їхнє майбутнє. У грі наявні декілька кінцівок для кожного персонажа залежно від рішень, які приймаються у процесі гри.
Щоб виграти, необхідно щоб персонажі протрималися до перемир'я. Його треба чекати від 25 до 45 днів, залежно від обраної групи людей. Кожне проходження гри відрізняється, бо світ щоразу генерується випадково. Так, наприклад, під час одного проходження можна прийти в церкву і застати там отця та мирних людей, які ховаються від війни. В іншому проходженні там можуть виявитися бандити чи не бути нікого. Настання зими та розгул бандитизму можуть настанути у випадковий день.
Сам ігровий процес розділений на 2 етапи: день та ніч. Вдень дозволяється керувати всіма підопічними персонажами, яких може бути від одного до чотирьох. У цей час можна збирати матеріали у прихистку, облаштовувати його, виготовивши такі речі, як меблі чи верстак, створити знаряддя на кшталт лопати чи відмички. В прихистку персонажам під силу організувати виробництво чистої води, палива, боєприпасів, цигарок, алкоголю тощо. В денний час до прихистку може завітати торговець, з яким можна обмінятися речами. Різні предмети користуються різним попитом, зазвичай торговець охоче бере ліки, алкоголь, зброю та інструменти. Вдень гравцю треба подбати про те, щоб нагодувати своїх персонажів, аби вони не вмерли з голоду; лікувати хворих і поранених; дати поспати втомленим персонажам; а також обігріти прихисток в зимовий час, щоб уберегти персонажів від захворювань та смерті через переохолодження.
З настанням ночі вмикається режим планування. Кожен з персонажів може виконувати певну роль: здійснити вилазку за припасами, вартувати прихисток, або спати. За ніч на прихисток можуть скоїти напад мародери, забравши якісь речі, та поранивши жителів. Аби знизити шкоду від нападів, треба поставити принаймні одну людину на варту та забити вікна дошками. Коли персонаж вирушає на пошук припасів, то в деяких місцевостях йому може загрожувати небезпека. Про ймовірність загрози є позначка в описі місцевості. Наприклад, у певних місцевостях можуть бути бандити і вони відкриють вогонь щойно побачать персонажа. Від них можна сховатися в темряві, де є спеціальна позначка, а можна дати відсіч. Кожен персонаж може битися в рукопашну, але якщо у нього в рюкзаку є зброя, то можна її застосувати проти ворогів. Коли кількість здоров'я у ворога знизиться до мінімуму, він здасться і благатиме про помилування. В цю мить його можуть убити одним ударом або помилувати. У кожному випадку (хоча у разі вбивства сильніше) більшість інших персонажів будуть пригніченими і переживатимуть стрес. Якщо персонаж затримається на вилазці, то повернеться до прихистку не зранку, як зазвичай, а кількома годинами пізніше. Якщо нікого не відправити на вилазку, то нічний етап буде пропущено і одразу настане новий день.
У кожного персонажа є певне вміння. Наприклад, Бруно хороший кухар. Це означає, що він витрачає менше ресурсів для приготування порції їжі. Також персонажі мають певну кількість комірок в рюкзаку, який беруть на вилазки. Найменша кількість комірок це 8 (Цвета та Антон), а найбільша 17 (тільки Борис). А ще у деяких персонажів є залежності. Наприклад, відсутність цигарок негативно позначається на настрої курців.

## Додатковий контент
The Little Ones — перше доповнення, яким у гру було додано дітей. Воно вийшло 1 червня 2016 року. Це доповнення збільшує реалізм гри і показує як важко вберегти дітей під час війни. Діти не можуть вартувати та виходити на пошук припасів. Вони їдять рідше, ніж дорослі. Дітей можна навчити певним видам праці, наприклад готуванню, вирощуванню рослин, виготовленню цигарок. Вони можуть спати в одному ліжку з кимось із дорослих.
War Child Charity — це умовне доповнення не додає нічого в ігровий процес. Це добровільний благодійний збір у фонд War Child, створений для підтримки дітей та молоді, які постраждали через війну.
Farther's Promise (Батьківська обіцянка) — перше доповнення із серії This War of Mine: Stories, збірки окремих сценаріїв у вигляді доповнень. Вихід відбувся 14 листопада 2017 року, а наступний епізод анонсований на 2018 рік. У цьому доповненні гравець грає за Адама, який намагається врятувати свою хвору доньку Амелію. Сюжет заснований на оповіданні Лукаша Обітовського.
The Last Broadcast (Остання передача) — друге доповнення серії This War of Mine: Stories. Вийшло 14 листопада 2018 року. Автори пропонують зіграти за редакцію невеликої радіостанції. Інвалід Малик та його дружина Езма виживають в Погорені та інформують жителів через радіо про різні події міста. Їхня інформаційна діяльність привертає увагу військових і перед ними постає вибір говорити чи мовчати. На відміну від «Батьківської обіцянки» доповнення нелінійне і має шість варіантів закінчення.

## Українська локалізація
Українська локалізація для гри створена, поряд з локалізаціями іншими мовами, з допомогою онлайн-системи перекладу під назвою Babel. Вона призначена дати можливість перекладачам-волонтерам перекласти гру на мови, які не були додані розробниками офіційно в Steam. Така локалізація має напівофіційний характер і не відображається в Steam, але локалізацію можна додати через головне меню гри. Для того, щоб додати українську локалізацію в гру, необхідно зробити такі кроки:
1. В головному меню натиснути на кнопку Babel, розташовану у правому нижньому куті екрану. У версії 4.0, де є вибір між класичним режимом та режимом історій необхідно спочатку обрати класичний режим і виконати попередню інструкцію.
2. Натиснути на Ukrainian у переліку зліва. Якщо її немає, то спершу натиснути на кнопку Refresh розташовану нижче від списку.
3. Натиснути на кнопку Download праворуч від списку, щоб завантажити українську локалізацію. В налаштуваннях з'явиться українська мова. Тепер лиш необхідно повернутися в головне меню та зайти в налаштування і обрати українську мову.

Локалізацію виконали:
- Кресто — модератор, перекладач та тестувальник;
- Mister Bond — перекладач та редактор;
- Moonflyer — перекладач;
- Sensetivity — перекладач;
- Ridiculous — перекладач;
- Berserk88 — перекладач;
- Ceádmil — перекладач, тестувальник.
- та багато інших.

## Оцінки й відгуки
| Агрегатор  | Оцінка | Оцінка | Оцінка | Оцінка | Оцінка |
| Агрегатор  | iOS    | NS     | PC     | PS4    | XONE   |
| ---------- | ------ | ------ | ------ | ------ | ------ |
| Metacritic | 90/100 | 80/100 | 83/100 | 78/100 | 78/100 |

| Видання                                  | Оцінка | Оцінка | Оцінка | Оцінка | Оцінка |
| Видання                                  | iOS    | NS     | PC     | PS4    | XONE   |
| ---------------------------------------- | ------ | ------ | ------ | ------ | ------ |
| Destructoid                              | Н/Д    | Н/Д    | Н/Д    | 6.5/10 | Н/Д    |
| Edge                                     | Н/Д    | Н/Д    | 9/10   | Н/Д    | Н/Д    |
| Eurogamer                                | Н/Д    | Н/Д    | 8/10   | Н/Д    | Н/Д    |
| Game Informer                            | Н/Д    | Н/Д    | 8/10   | Н/Д    | Н/Д    |
| GameRevolution                           | Н/Д    | Н/Д    | [ 23 ] | [ 24 ] | Н/Д    |
| GameSpot                                 | Н/Д    | Н/Д    | 8/10   | Н/Д    | 7/10   |
| GameTrailers                             | Н/Д    | Н/Д    | 8.5/10 | Н/Д    | Н/Д    |
| GameZone                                 | Н/Д    | Н/Д    | 7.5/10 | Н/Д    | Н/Д    |
| IGN                                      | Н/Д    | Н/Д    | 8.4/10 | Н/Д    | Н/Д    |
| PlayStation Official Magazine — UK       | Н/Д    | Н/Д    | Н/Д    | 8/10   | Н/Д    |
| Official Xbox Magazine (Велика Британія) | Н/Д    | Н/Д    | Н/Д    | Н/Д    | 8/10   |
| PC Gamer (Велика Британія)               | Н/Д    | Н/Д    | 80 %   | Н/Д    | Н/Д    |
| PC PowerPlay                             | Н/Д    | Н/Д    | 8/10   | Н/Д    | Н/Д    |
| TouchArcade                              | [ 34 ] | Н/Д    | Н/Д    | Н/Д    | Н/Д    |

| Видання   | Оцінка | Оцінка | Оцінка | Оцінка | Оцінка |
| Видання   | iOS    | NS     | PC     | PS4    | XONE   |
| --------- | ------ | ------ | ------ | ------ | ------ |
| PlayUA    | Н/Д    | Н/Д    | 84/100 | Н/Д    | Н/Д    |
| GameKombo | Н/Д    | Н/Д    | 8/10   | Н/Д    | Н/Д    |

Гра отримала кілька нагород. Серед них вибір глядачів на Independent Games Festival в 2015 році, перемога в одній з номінацій на SXSW Gaming Award. Також гра ввійшла в список 15 найкращих ігор 2014 року, складеного американським журналом «Тайм».
This War of Mine отримала рейтинг 83 % на Metacritic на основі 62 відгуків. Оцінка провідних світових ігрових видань теж доволі висока.
IGN поставила грі 8,4 бали із 10, відгукнувшись: «Якщо оминути тему This War of Mine, у вас буде жорстка й вибаглива гра на виживання та керування ресурсами — але вона ніколи не дозволяє забути, що йдеться про серйозну та сумну тему. Тут повно гострих проблем, і це лише робить ваші маленькі перемоги солодшими. Коли справи йдуть не так, вибір стає все складнішим. Чи втрутитесь ви, коли побачите, як солдат нападає на жінку у зруйнованому супермаркеті, чи принишкнете? Ви застрелите за ліки, які не можете придбати? Ці запитання не мають правильних відповідей. Але їх зображення та постановка моральних питань поряд з фізичними — ось що робить This War of Mine однією з найпродуманіших ігор року».
Eurogamer 8 із 10 писали в рецензії: «This War of Mine — це гра, просте повідомлення якої — що війна — це пекло, і всіх нас може затягнути в її моральні глибини, — може дещо скомпрометувати її сильні сторони як гри, але принаймні це повідомлення подано з більшим осудом, ніж у інших, видовищніших зображеннях конфлікту. Напевно, це те, за що слід подякувати».
Під час вторгнення Росії в Україну в лютому 2022 року 11 bit пожертвувала Україні £520 тис. У відповідь росіяни заспамили сторінку This War of Mine в Steam негативними відгуками. Steam згодом їх видалив.
Міністерство освіти й науки Польщі в червні 2022 року додало This War of Mine до позакласної шкільної програми.